# Однослівна ідіома
Однослі́вна ідіо́ма — одно- або багатоосновна лексична одиниця, що характеризується структурно-семантичною цільнооформленістю, узуальною стійкістю, переосмисленим значенням, образністю, експресивністю, емотивною оцінністю та є продуктом креативної рефлексивно-номінативної діяльності носіїв мови, спрямованої на посилення регулятивного потенціалу мовного знака шляхом вторинної номінації.
У кваліфікації однослівної номінації як ідіоми вирішальну роль відіграє блок конотативного значення, що породжує прагматичний потенціал ідіоми та вказує на її призначення. Денотація задає орієнтир у процесі номінації, створює й зберігає зв'язки між мисленням, мовою та дійсністю, визначає логіку просторово-часових відношень, у той час як конотація специфікує призначення ОІ, вказує на шляхи концептуалізації знань, визначає етнокультурну специфіку та стилістику ОІ. Завдяки конотації ОІ є ефективним засобом реалізації дискурсивних стратегій та відображення емоційних станів суб'єктів дискурсу.

## Метафора
В основі найчисленнішої групи ОІ утворених шляхом метафори́чного перено́су лежить схема ТВАРИНА→ЛЮДИНА, яка опосередкована загальною концептуальною метафорою (моделлю, схемою) ЛЮДИНА — це ТВАРИНА: gadfly («критикан», надокучлива людина (зазвичай журналіст), ape (наслідувати, мавпувати), bleat (нити, скаржитися), chicken (боягуз), coon (негр, чорношкірий), den (кубло (злочинців), dog (висліджувати, переслідувати), goose (дурень, простак), scapegoat (козел жертовний), gorilla (здоровань), horseplay (груба розвага), mole («кріт», заслана людина), mouse (тиха, сором'язлива, боягузлива людина), mule (впертий осел), porker (гладка людина, «кабан»), shrimp (нікчема), sponger (паразит, нахлібник), coo (воркувати), grouse (скарга, претензія), magpie (щебетун, щебетуха), perch (висока посада, високий пост; солідне становище).

## Синекдоха
Поруч з метафорою, синекдоха як різновид метонімії посідає важливе місце у процесі формування семантики ОІ: nosey (людина, що скрізь пхає свого носа), neck (обніматися і цілуватися), loudmouth (крикун), badmouth (злословити, поливати брудом), bigmouth (хвалько, базікало), white-collar (службовець), bluestocking (вчена, неемоційна жінка, педантка, «синя панчоха»), lazybones (ледар), bluebeard (дружиновбивця), brainy (тямовитий; тямущий; дотепний; розумний), cheeky (нахабний), cloak-and-dagger (шпигунський), close-mouthed/tight-lipped («рот на замок»), snout (поліцейський інформатор, «стукач»).

## Метафтонімія
У межах корпусу ОІ виявлено також випадки синкретичного механізму формування значення ідіом — метафтонімії. Суть цього когнітивного механізму полягає у поєднанні метафоричного та метонімічного шляхів у процесі утворення актуального значення ОІ. ОІ такого типу представлені двоосновними лексемами, перший компонент яких зазнає метафоричного перетворення, а другий — метонімічного. Перший компонент є означенням другого та характеризує позначуваний об'єкт, суб'єкт або явище. Другий компонент є позначуваним та, відповідно, вказує на об'єкт, що характеризується. Значення другого компоненту формується переважно за допомогою синекдохи як різновиду метонімії та виражається соматизмами, що позначають частину тіла людини (-head(ed), -fingered, -tongued, -faced тощо):
- empty-headed — silly and not intelligent (пустоголовий; легковажний);
- light-fingered — likely to steal things (злодійкуватий; нечистий на руку);
- silver-tongued — good at talking to people and making them like you, or persuading them to do what you want (улесливий, красномовний);
- sorehead — someone who is unpleasant or angry in an unreasonable way (скиглій, буркотун);
- featherbrained — extremely silly (дурний, пустий, легковажний);
- lion-hearted — very brave (хоробрий, безстрашний);
- loudmouth — someone who talks too much and says offensive or stupid things (крикун);
- mealy-mouthed — not brave enough or honest enough to say clearly and directly what you really think (солодкомовний, нещирий; облесливий);
- nitwit — a silly person (неук, дурень);
- open-handed — generous and friendly (щедрий);
- redneck — a person who lives in a country area of the US, is uneducated, and has strong unreasonable opinions (селюк);
- butterfingers — someone who often drops things they are carrying or trying to catch (роззява, ґава; людина, в якої все з рук падає)